# Criollo atlántico

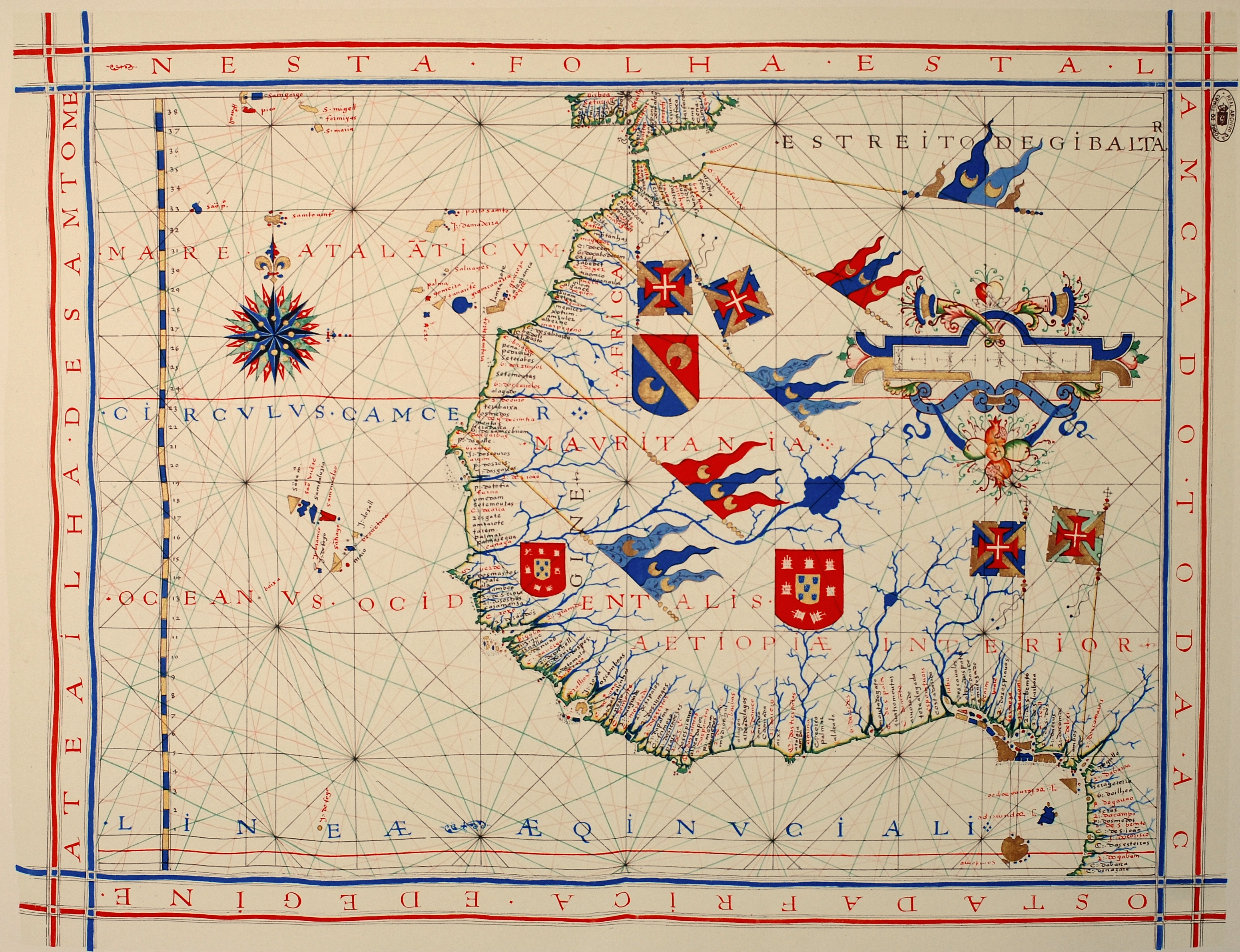
Costa occidental de África.Carta náutica elaborada por Fernāo Vázquez Dourado, 1571. Archivo Nacional de la Torre de Tombo, Lisboa, Portugal.

Criollo atlántico fue un término usado en Norteamérica para describir a algunos de los primeros esclavos durante la colonización europea de las Américas. Estos esclavos tenían raíces culturales en África, Europa o a veces Caribeña. Ellos eran de raza mixta, al principio sobre todo con el padre europeo y la madre africana. Algunos vivieron y trabajaron en Europa o en el Caribe antes de llegar (o fueran transportados) a Norteamérica. Los ejemplos incluyeron a John Punch y Emanuel Driggus (posiblemente sacado de Rodríguez).
Aparecieron en la región de Bahía Chesapeake en el siglo XVII, los cuales el historiador Ira Berlín llamó "criollos Atlánticos" en 1998. Él identificó con ese término esta gente que provenía de la costa occidental de África y que eran de familia mixta, nacidos donde pueblos europeos y africanos vivieron juntos - en puertos comerciales, por ejemplo. Ellos crecieron en entornos multilingües y a menudo trabajaban como mediadores para Africanos y Europeos, o marineros y comerciantes. Más tarde unos viajaron al Caribe, Norteamérica, o Europa.
Los criollos atlánticos estaban entre las primeras generaciones de sirventes que llegaron a la Colonia Chesapeake. Durante los primeros 50 años de colonización, las líneas eran fluidas entre los trabajadores blancos y negros; a menudo ambos eran sirvientes y esclavos de una forma menos apartada de lo que fueron más tarde Muchas relaciones crecieron entre mujeres blancas y hombres negros. La nueva generación de criollos eran los hijos de los esclavos liberados y los sirvientes de Europa, África Occidental, y el linaje nativo americano (y no solamente el norteamericano, también el caribeño, centro y sudamericano)que nacieron en las colonias. Cuando las madres eran libres, los niños fueron considerados libres, como la esclavitud era matrilineal. Estas familias con madres blancas y padres africanos o Afroamericanos eran los orígenes de la mayor parte de la gente libre de color durante el período colonial.
Según Berlín, algunos de estos "Criollos Atlánticos" eran culturalmente lo que hoy podríamos llamar "latinos" en los Estados Unidos de América, llevando nombres como Chavez, Rodríguez, y Francisco. Muchos de ellos se casaron con sus vecinos ingleses, adoptaron apellidos ingleses, se hicieron terratenientes y agricultores, y poseyeron a esclavos. Las familias se hicieron bien establecidas, con numerosos descendientes en el tiempo de la Revolución estadounidense. 
En 2007, Linda Heywood y John Thornton presentaron una interpretación diferente, argumentando que los nombres ibéricos derivan del hecho que ellos sobre todo fueron esclavizados en el Congo y Angola, regiones africanas donde el cristianismo y nombres ibéricos fueron extensamente usados. Ellos argumentaron que de hecho, la gran población de Angola, en lugar de las pequeñas comunidades alrededor de las factorías comerciales europeas, fueron la última fuente de la mayoría de los primeros Criollos Atlánticos. Además, ellos procuraron demostrar que las colonias neerlandesas en Sudamérica, el Caribe y Nueva York también fueron pobladas por esclavos Criollos Atlánticos de Angola.